# Mantispa moulti
Mantispa moulti är en insektsart som beskrevs av Navás 1909. Mantispa moulti ingår i släktet Mantispa och familjen fångsländor. Inga underarter finns listade i Catalogue of Life.